# Shōta Matsuhashi
Shōta Matsuhashi (jap. 松橋章太 Matsuhashi Shōta; ur. 3 sierpnia 1982) – japoński piłkarz występujący na pozycji napastnika.

## Kariera klubowa
Od 2001 do 2013 roku występował w klubach Oita Trinita, Vissel Kobe, Roasso Kumamoto i V-Varen Nagasaki.